# Весна в Париже
«Весна в Париже» — музыкальный альбом группы «Лайда», посвящённый памяти музыканта Дмитрия Гнедышева. Первый вариант альбома записан в Москве в 1998, второй — в Бресте в 2002. Во втором варианте издан на кассете («Выргород», 2002), впоследствии на компакт-диске («Выргород», 2009).
Наиболее известный альбом в творчестве «Лайды», на котором фигурируют наиболее популярные песни группы, в том числе «Бульвар Распай», который в 2006 году даже появился в ротации на радиостанции «Русские песни» (98,8 FM).

## История
Весной 1998 года участницы группы узнали о смерти их знакомого по украинской андерграундной сцене Дмитрия Гнедышева, музыканта крымской группы «Гоген», умершего в Брюсселе (по другим данным, в Нидерландах). Оксана Григоренко и Анастасия Белокурова уезжают в Краснотурьинск, где раньше уже жили некоторое время, и там сочиняют программу «Весна в Париже», посвящённую Гнедышеву. По стилистике новые песни значительно отличались от более ранних и фактически знаменовали начало нового этапа в творчестве группы. В программу была включена также одна песня Гнедышева («Лётчик»).
Первый вариант альбома был вскоре записан в Москве Алексеем Марковым в минималистическом варианте — два наложенных вокала и гитара Оксаны Григоренко (четырёхканальная запись). Оригинал записи, однако, вскоре был похищен в электричке. Тем не менее, альбом получил небольшое распространение, и белорусский музыкальный критик Геннадий Шостак в 1999 году опубликовал на неё рецензию в «Музыкальной газете».
Весной 2002 года по приглашению Геннадия Шостака «Лайда» записала второй вариант альбома в Бресте на студии «Green House studio». В записи участвовали, помимо Оксаны, гитарист Владимир Панов, контрабасисты Екатерина Орлова и Александр Зиновьев и виолончелистка Светлана Правдина (двое последних были приглашены из камерного оркестра Брестской областной филармонии). Эта запись в 2002 году издана инди-лейблом «Выргород» на аудиокассете; запланированный тогда же выпуск на компакт-диске состоялся только в начале 2009 года.

## Список композиций
1. Лётчик
2. Окна в даль
3. Самолёт
4. Мираж
5. Бульвар Распай
6. Пополам с серебром
7. Пилоты
8. Какая луна!
9. Неведомое лето
10. Роза
11. Две реки
12. Облака-Драконы
13. Помнят тебя

На компакт-диске в качестве бонус-трека представлен фильм о том, как записывался альбом «Весна в Париже».

## Сведения о записи
Альбом записан на студии «Green House studio» в марте-апреле 2002 г.
Запись, сведение, мастеринг — Анатолий Харитонов.
Авторы песен:
- 1 — Дмитрий Гнедышев;
- 2—13 — Оксана Григоренко (музыка), Анастасия Белокурова (тексты).

В записи принимали участие:
- Оксана Григоренко — вокал, ритм-гитара
- Владимир Панов — гитара
- Екатерина Орлова — контрабас (2, 3, 5, 8)
- Александр Зиновьев — контрабас (4, 6, 7, 10, 12)
- Светлана Правдина — виолончель (10, 12)

## Оформление
В оформлении альбома (кассеты и диска) использован фрагмент фотографии Яна Саудека «Глубокая набожность Вероники» (The Deep Devotion of Veronique, 1999).

## Издания альбома
- 2002 — кассета («Выргород»)
- 2009 — компакт-диск («Выргород»). Шестиполосный диджипак с матовым ламинатом и выборочным УФ-лаком, 16-страничный буклет: очерк истории группы, тексты песен.

## Отзывы
- Геннадий Шостак, из рецензии на первый вариант альбома:[6]

Открывается альбом песней «Лётчик» (вернее, её фрагментом), принадлежащей перу ДГ. Все остальные написаны, как обычно, тандемом Оксана Григоренко/Настя Белокурова. По стилю это обыкновенные авторские песни, никакого отношения к жанру рока не имеющие. И всё равно — очень хорошие. Музыкально-поэтическая образность тяготеет к лирической сфере. Никаких драматических столкновений и противопоставлений не наблюдается. Все песни проникнуты настроением светлой грусти. В Настиных текстах напрочь отсутствует внешняя сюжетность. Зато есть песни-обращения («Неведомое лето», «Окна в даль», «Мираж», «Облака-драконы», «Какая луна», «Пополам с серебром»). Необычайное богатство воображения Насти обнаруживается в четырёх последних песнях («Роза», «Самолёт», «Бульвар Распай», «Две реки»). Но наиболее мне понравилась патетически приподнятая вещь «Пилоты».
- Геннадий Шостак, из рецензии на вариант 2002 года:[7]

Характерная черта альбома: музыка, аранжировки и исполнение отвлекают от текстов. Но сосредотачиваться на них не обязательно: мне уже не раз приходилось писать о бессюжетности и ассоциативности стихов Насти Белокуровой. Размытые образы воздействуют на подсознание — отсюда и психоделия. И все же, несмотря на неконкретность образного ряда и отсутствие действенности, основная идея «Весны в Париже» ясна: вечно актуальная для искусства триада философских субстанций — Жизни, Смерти и Любви. Через весь альбом красной нитью проходит тема полёта как символа стремления к недостижимой мечте, к свободе творчества. Её определяет предваряющий цикл фрагмент песни «Лётчик» Дмитрия Гнедышева, лидера крымской группы ГОГЕН — близкого друга Оксаны и Насти, памяти которого и посвящён альбом. Все песни объединяет эмоциональная сдержанность и светлая грусть. Исключение — исполненная драматизма, порывистая, чуть истеричная «Роза».

Реальные хиты — «Бульвар Распай» и «Самолёт». Впрочем, лично я считаю весь альбом сплошным хитом продолжительностью 51 мин. 09 сек., а ЛАЙДУ позволю себе назвать Группой 2002 года.
- Алексей Мажаев, Intermedia:[8]

Знакомство с «Лайдой» началось со сборника «Яйцо», где группа была представлена очень славной песенкой «Бульвар Распай»...

Что сказать об альбоме «Весна в Париже»? Увы, «Бульвар Распай» задал слишком высокую планку ожиданий, которые не оправдались.... За вычетом «Бульвара», который можно раскрутить на любой не быдляческой радиостанции, «Весна в Париже» — незапоминающиеся фолк-распевы с неопределенными мелодиями, вялая попытка отбить часть поклонников у Елены Камбуровой.